# استوديو هيباري
استوديو هيباري (باليابانية: 株式会社スタジオ雲雀، بالروماجي:  Kabushiki-gaisha Sutajio Hibari) (بالإنجليزية:  Studio Hibari)‏ استوديو رسوم متحركة ياباني، تأسس في يوليو 1979، يقوم بأنتاج الأنمي، يقع مقره في  نيريما، طوكيو.

## الشركات التابعة
شركة لاركس الترفيه (بالإنجليزية: LARX Entertainment)‏ (باليابانية: L ラ ー ク ス エ ン タ テ イ ン メ ン ト) هو استوديو للرسوم المتحركة على الكمبيوتر تم إنشاؤه من قبل استوديو هيباري في 2006-2007. 
و (استوديو ليرتشي) (باليابانية: ラ ル ケ) هو استوديو للرسوم المتحركة تم إنشاؤه من قبل استوديو هيباري في عام 2011.

## أعمال الاستوديو

### المسلسلات
- ميجور (2004−2007 حلقة 1−78 )
- بي بو با (2008−2009)

### أوفا/أونا
مونستر سترايك (2015−2016)

## وصلات خارجية
- الموقع الرسمي (باليابانية)
- Larx Entertainment official website (باليابانية)
- Lerche official website (باليابانية)

- استوديو هيباري على موقع IMDb (الإنجليزية)
- استوديو هيباري على موقع ANN company (الإنجليزية)